# 新城明
新城 明（あらき あきら）は、日本の小説家。長崎県出身。現在東京都中野区在住。
2011年6月1日『戦国女子高生奇譚　本能寺の恋』で作家デビュー。現在は自身のブログで自作の漫画を公開している。